# Nij Beets
Nij Beets est un village situé dans la commune néerlandaise d'Opsterland, dans la province de la Frise. Son nom en frison est Nij Beets. Le 1er janvier 2008, le village comptait 1 704 habitants.

## Links
- Website Beets Online | Nij Beets, Oud Beets